# Cilento

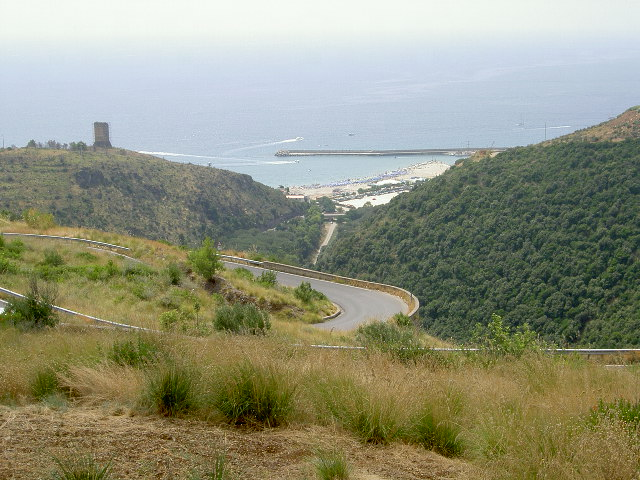
Marina di Camerota

Cilento a neve az Olaszország és egyben Campania régió déli részén fekvő tájegységnek.

## Határai

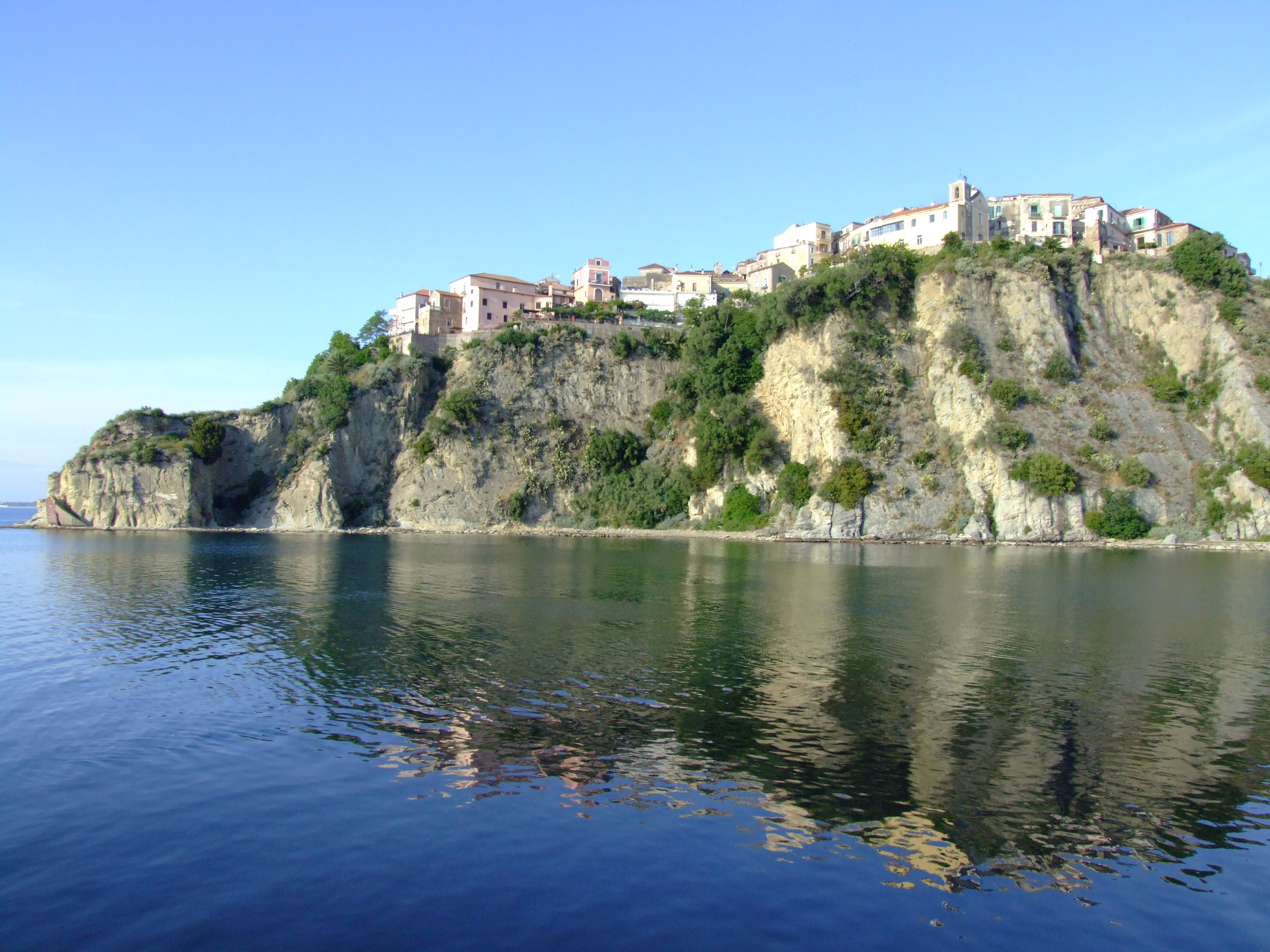
Agropoli

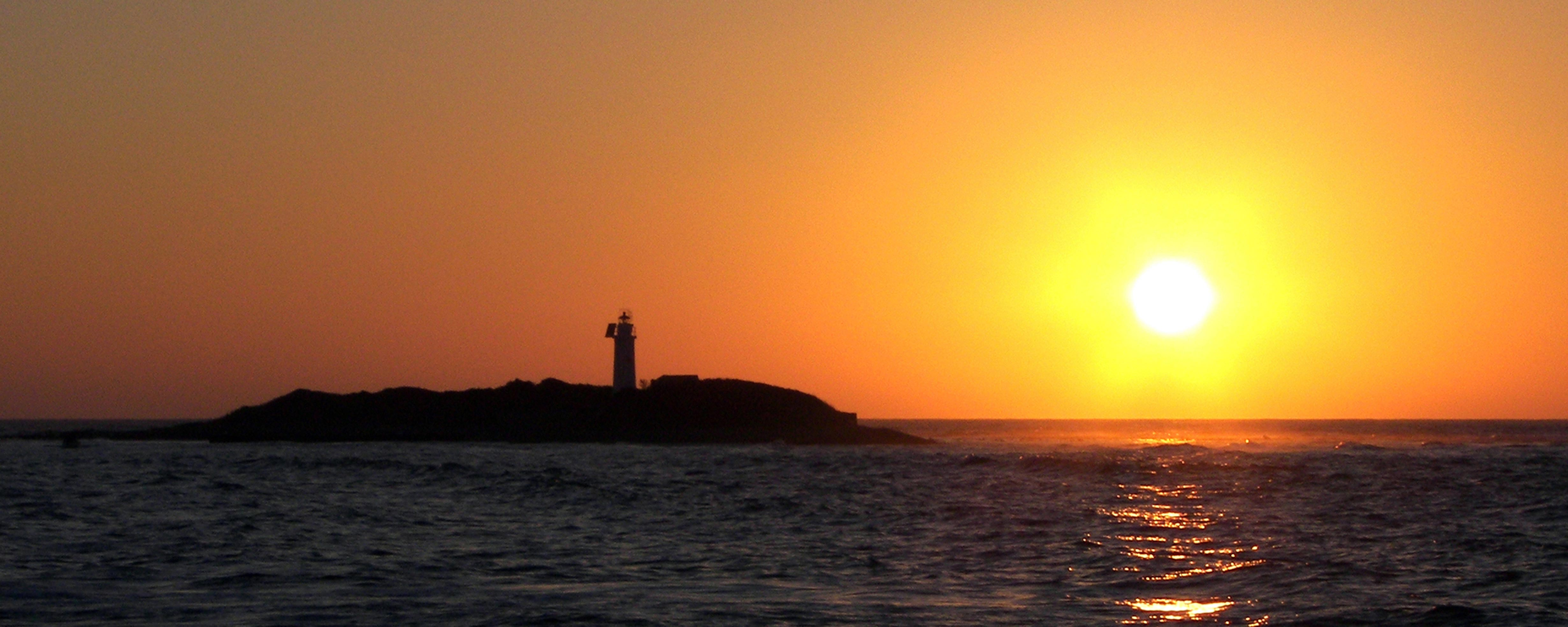
Licosa

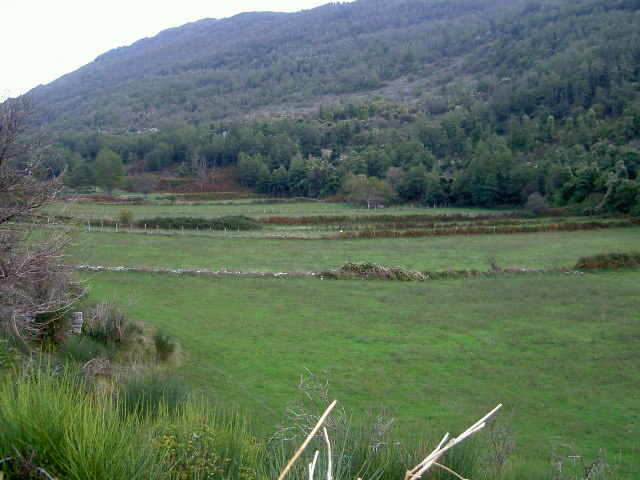
Pruno

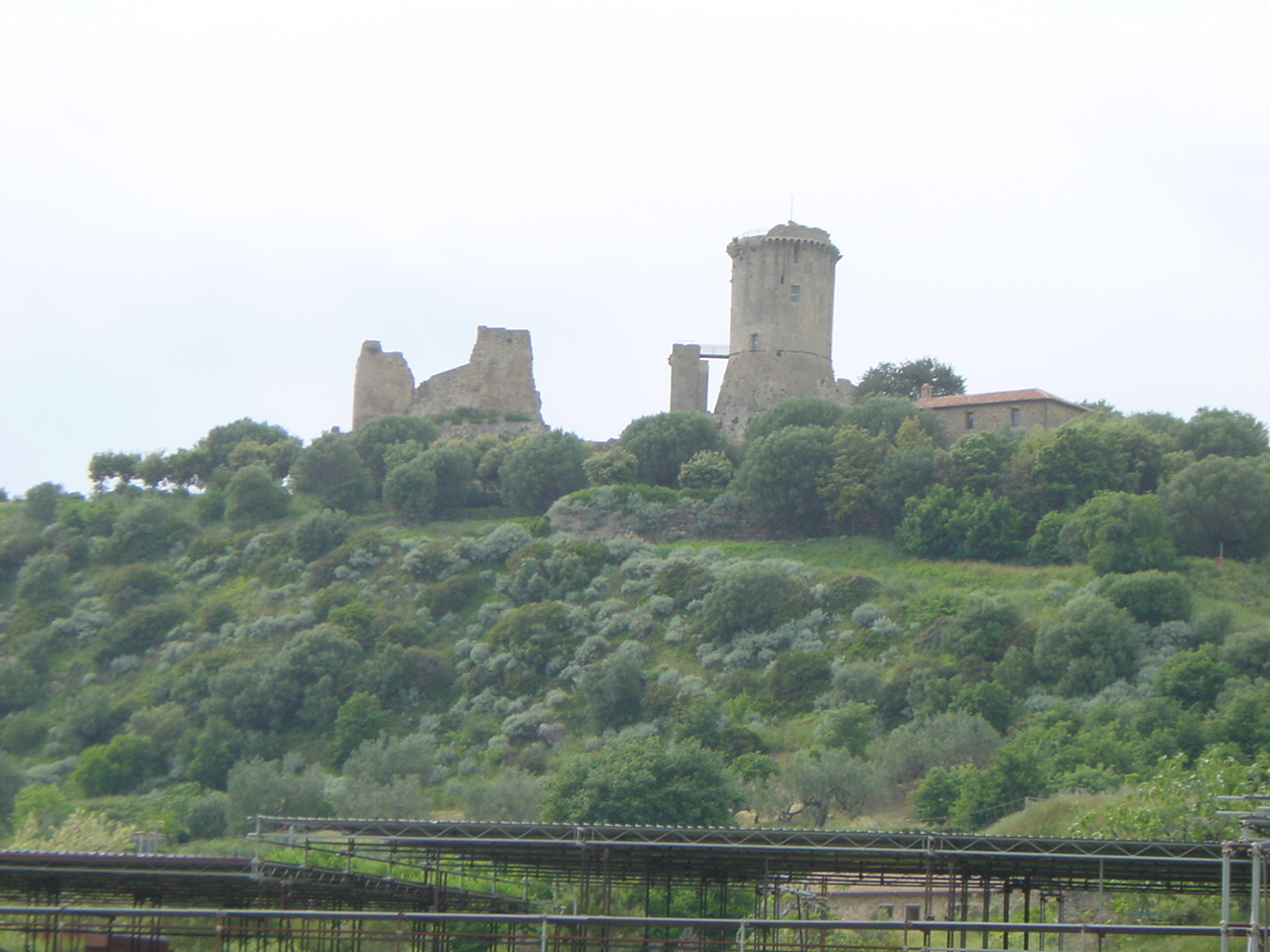
Velia

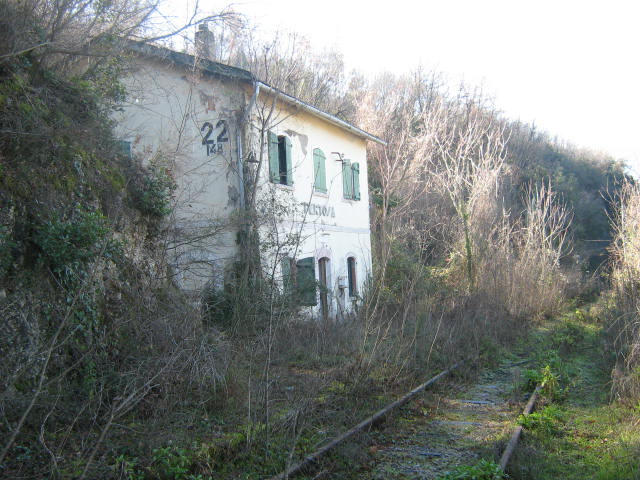
Pertosa (Vasútállomás)

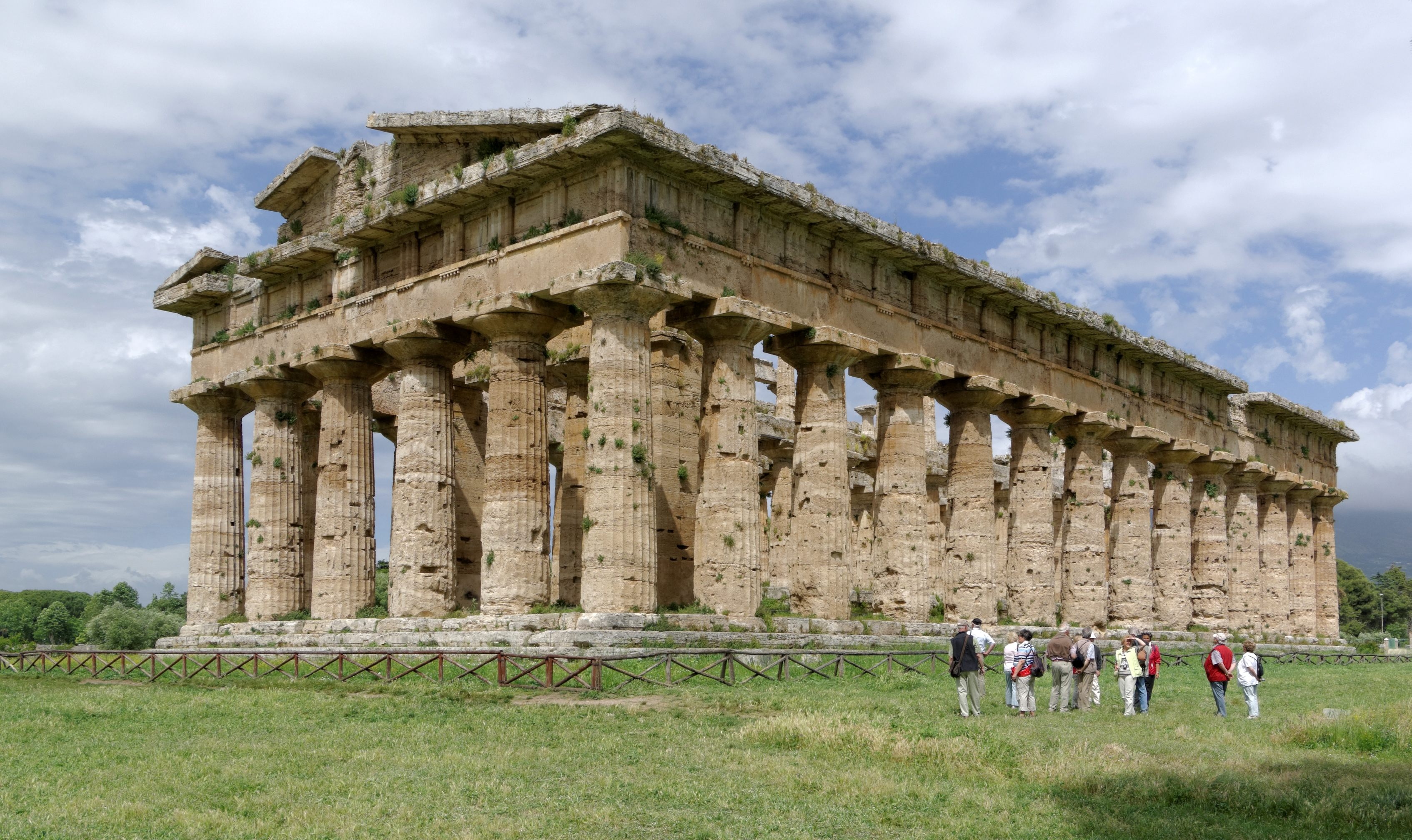
Paestum

Nyugatról az Alento folyó, északon az Alburni-hegység, keleten a Vallo di Diano, délen pedig a Tirrén-tenger határolja.

## Geológiája
Cilento geológiájának meghatározó eleme a flis („cilentói flis”), mely az Alento folyó vízgyűjtőjében és a Nyugat-cilentói hegyvidék, a Monte Centaurinóban éri el maximális vastagáságát. A Cilento középső és keleti hegységeit (Monte Cervati, Monte Bulgheria, Monte Cocuzzo) elsősorban mészkő alkotja. A magasabb tengerpartokon szembetűnő a flis rétegződése, amely egyedi színezetet kölcsönöz a tájnak. Cilento belseje felé haladva a flis-t fokozatosan váltja a mészkő és megjelennek a karbonátos vidékekre jellemző karsztformák (barlangok, búvópatakok stb.). A táj növényvilága sokkal szegényesebb a tengerparti területekéinél, így érdekes holdbéli tájban van része a látogatónak.

## Nemzeti Park
1991-ben Cilento területének nagy részét nemzeti parkká nyilvánították, majd 1998-ban Paestum és Velia régészeti lelőhelyeivel, valamint a padulai karthauzi kolostorral együtt felvették az UNESCO világörökség listájára.

## Települései ésfrazionék

### Cilento, mint önálló megye
Az 1990-es években felvetődött, hogy Cilentót leválasszák Salerno megyétől külön megyét alapítva. Megyeszékhelynek négy város jelentkezett: Vallo della Lucania (központi fekvésű település), Agropoli (a vidék legnagyobb települése), Sala Consilina (a Vallo di Diano legnépesebb városa) és Sapri (a vidék déli részének legjelentősebb települése, közlekedési csomópont). Egy másik terv szerint a frissen alapított megyét Basilicata régióhoz csatolták volna harmadik megyeként Potenza és Matera mellé. Mindkét tervet elvetették.

### Települései
A Cilento tájegység települései:
Agropoli; Albanella; Alfano; Altavilla Silentina; Aquara; Ascea; Atena Lucana; Auletta; Buccino; Buonabitacolo; Caggiano; Camerota; Campagna; Campora; Cannalonga; Capaccio; Casal Velino; Casalbuono; Casaletto Spartano; Caselle in Pittari; Castel San Lorenzo; Castelcivita; Castellabate; Castelnuovo Cilento; Castelnuovo di Conza; Celle di Bulgheria; Centola; Ceraso; Cicerale; Colliano; Controne; Contursi Terme; Corleto Monforte; Cuccaro Vetere; Felitto; Futani; Gioi; Giungano; Ispani; Laureana Cilento; Laurino; Laurito; Laviano; Lustra; Magliano Vetere; Moio della Civitella; Montano Antilia; Monte San Giacomo; Montecorice; Monteforte Cilento; Montesano sulla Marcellana; Morigerati; Novi Velia; Ogliastro Cilento; Oliveto Citra; Omignano; Orria; Ottati; Padula; Palomonte; Perdifumo; Perito; Pertosa; Petina; Piaggine; Pisciotta; Polla; Pollica; Postiglione; Prignano Cilento; Ricigliano; Roccadaspide; Roccagloriosa; Rofrano; Romagnano al Monte; Roscigno; Rutino; Sacco; Sala Consilina; Salento; Salvitelle; San Giovanni a Piro; San Gregorio Magno; San Mauro Cilento; San Mauro la Bruca; San Pietro al Tanagro; San Rufo; Sant’Angelo a Fasanella; Sant’Arsenio; Santa Marina; Santomenna; Sanza; Sapri; Sassano;  Serramezzana; Serre; Sessa Cilento; Sicignano degli Alburni; Stella Cilento; Stio; Teggiano; Torchiara; Torraca; Torre Orsaia; Tortorella; Trentinara; Valle dell’Angelo; Vallo della Lucania; Valva; Vibonati.

### Jelentősebbfrazionék
Acciaroli (Pollica); Agnone Cilento (Montecorice); Capitello (Ispani); Caprioli (Pisciotta); Marina di Camerota (Camerota); Paestum (Capaccio); Palinuro (Centola); Persano (Serre); Policastro Bussentino (Santa Marina); Pruno (Valle dell'Angelo és Laurino); San Marco (Castellabate); Santa Maria di Castellabate (Castellabate); Scario (San Giovanni a Piro); Velia (Ascea); Villammare (Vibonati).

## Kapcsolódó lapok
- Cilento és Vallo di Diano Nemzeti Park
- Vallo di Diano
- Eleai iskola